# Carlo Scarpa

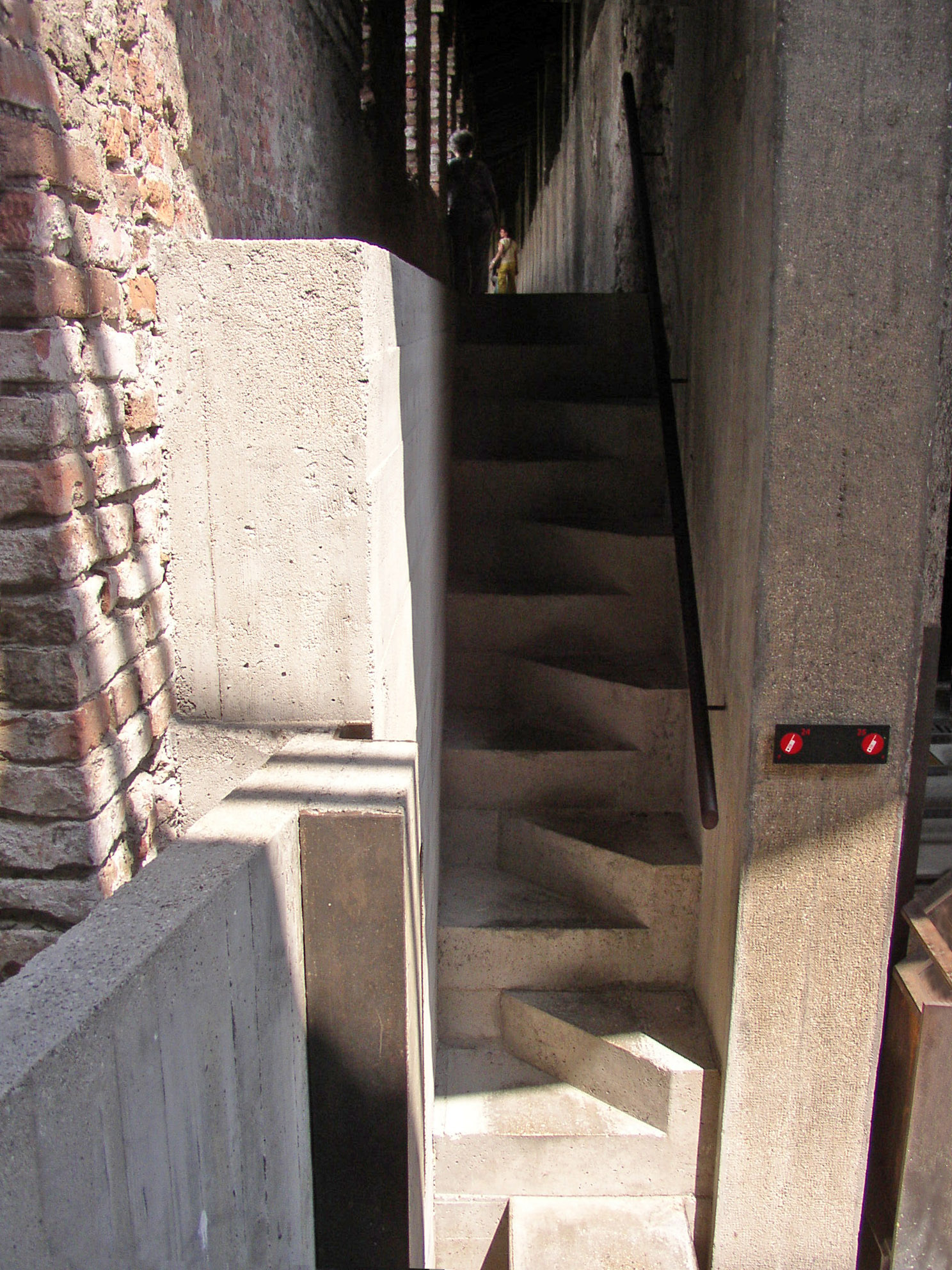
Castelvecchio, trap, Carlo Scarpa

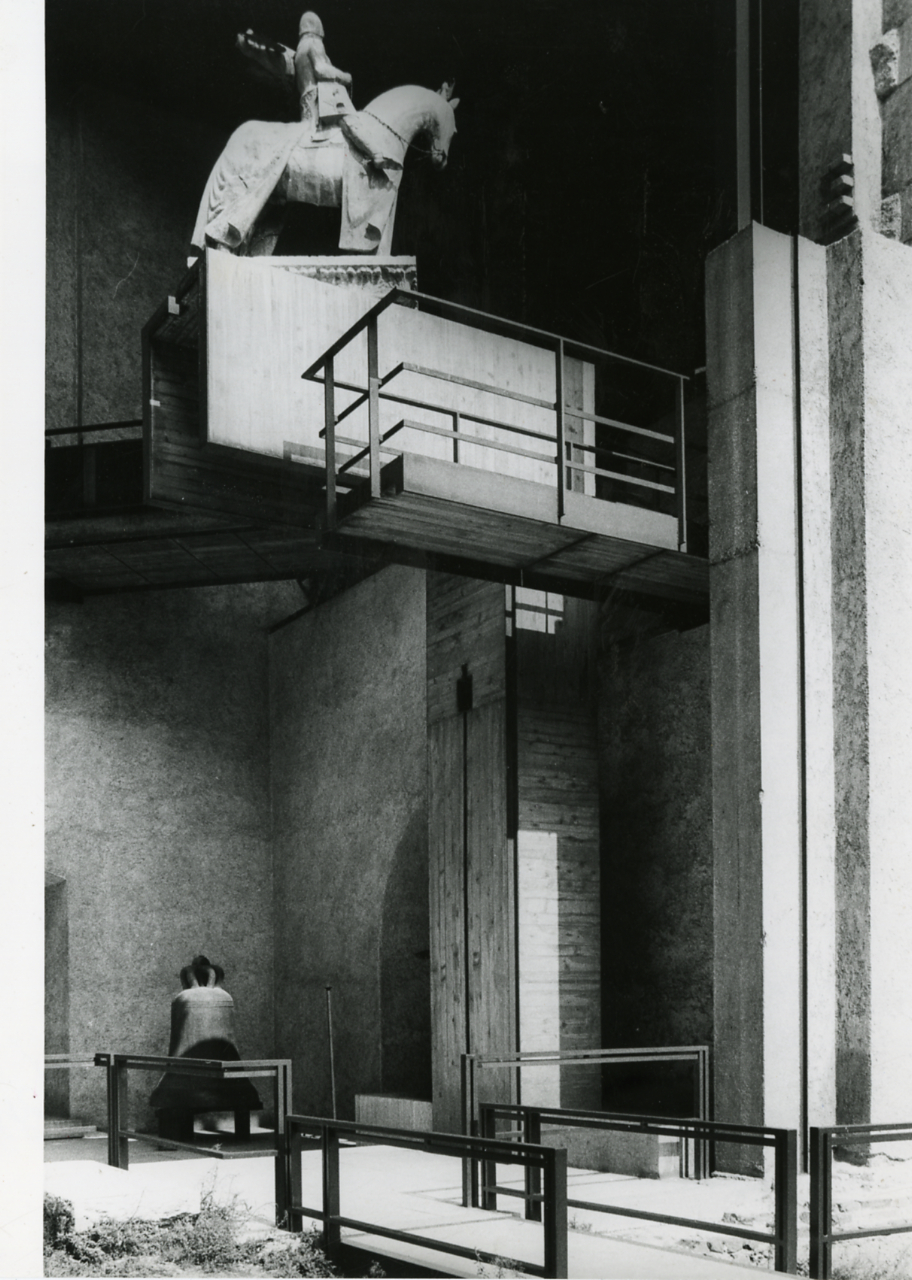
Museum van Castelvecchio in Verona. Foto: Paolo Monti, 1982 (Fondo Paolo Monti, BEIC).

Carlo Scarpa (Venetië, 2 juni 1906 – Sendai, 28 november 1978) was een Italiaanse architect. Hij liet zich inspireren door materialen, het landschap, de geschiedenis van Ventiaanse cultuur en door Japan. Scarpa vertaalde zijn interesse in (regionale) geschiedenis, uitvindingen en de technieken van de kunstenaar en ambachtsman in ingenieuze glas- en meubelontwerpen.

## Levensloop
Scarpa werd geboren in Venetië. Een groot deel van zijn vroege jeugd werd doorgebracht in Vicenza , waar zijn familie naartoe verhuisde toen hij 2 jaar oud was. Na de dood van zijn moeder toen hij 13 was, verhuisde hij met zijn vader en broer terug naar Venetië. Carlo volgde de Academie voor Schone Kunsten, waar hij zich toelegde op architecturale studies. Afgestudeerd aan de Accademia in Venetië, met de titel van professor in de architectuur, ging hij in de leer bij de architect Francesco Rinaldo. Scarpa trouwde met Rinaldo's nicht, Nini Lazzari (Onorina Lazzari).
Scarpa weigerde echter om na de Tweede Wereldoorlog het pro forma professionele examen te ondergaan dat door de Italiaanse regering werd afgenomen. Als gevolg hiervan mocht hij geen architectuur uitvoeren zonder zich te associëren met een (geregistreerde) architect. Vandaar dat degenen die met hem werkten, zijn klanten, medewerkers, vakmensen, hem "Professor" noemden, in plaats van "architect".
Zijn architectuur laat duidelijk veranderingen van tijd zien, van seizoenen tot geschiedenis, en is geworteld in een zinnelijke materiële verbeelding. Hij was samen met Giuseppe Mazzariol de promotor van Mario Botta. Mazzariol was de directeur van de Fondazione Querini Stampalia toen Scarpa zijn renovatie en tuin voor die instelling voltooide. Scarpa onderwees vanaf het eind van de jaren 40 tot zijn dood teken- en interieurdecoratie aan het 'Istituto universitario di architettura di Venezia'. Hoewel het grootste deel van zijn werk in de Veneto is gevestigd, maakte hij ook ontwerpen voor landschappen, tuinen en gebouwen voor andere regio's in Italië, Canada, de Verenigde Staten, Saoedi-Arabië, Frankrijk en Zwitserland. Zijn naam heeft 11 letters en dit wordt herhaaldelijk gebruikt in zijn architectuur.
Een van zijn laatste projecten, de Villa Palazzetto in Monselice , nog onvoltooid op het moment van zijn overlijden, werd in oktober 2006 veranderd door zijn zoon Tobia. Dit werk is naast de begraafplaats Brion, een van Scarpa's meest ambitieuze landschaps- en tuinprojecten. Het werd uitgevoerd voor Aldo Businaro, de vertegenwoordiger voor Cassina die verantwoordelijk is voor Scarpa's eerste reis naar Japan. Aldo Businaro stierf in augustus 2006, een paar maanden voor de voltooiing van de nieuwe trap in de Villa Palazzetto, gebouwd ter herdenking van de honderdjarige geboortedag van Scarpa.
In 1978, toen hij in Sendai, Japan verbleef, stierf Scarpa na het vallen van een betonnen trap. Hij bezweek tien dagen later in een ziekenhuis aan de verwondingen van zijn val. Hij is staand begraven, gewikkeld in linnen lakens in de stijl van een middeleeuwse ridder, in een geïsoleerde buitenhoek van zijn L-vormige begraafplaats Brion in San Vito d'Altivole in de Veneto.
In 1984 wijdde de Italiaanse componist Luigi Nono aan hem de compositie voor orkest in micro-intervallen A Carlo Scarpa, Architetto, Ai suoi infiniti possibili .

## Bekende werken
- Gallerie dell'Accademia, Venetië, Italië[6]
- Padiglione del libro d'arte, Giardini di Castello, La Biennale, Venetië, 1950 - 1952[7]
- Palazzo Abatellis: La Galleria Di Sicilia, Palermo, 1953-54[8]
- Palazzo Ca'Foscari, Venetië 1935 – 1956
- Venezuelan Pavilion (1954–56), La Biennale, Venetië.[9]
- Veritti House, Udine, Italië, 1955 - 1961[10]
- Museo Canova di Possagno, Italië, 1955 - 1957[11]
- Museo di Castelvecchio, Verona, Italië, 1956 – 1964[12]
- Negozio Olivetti, piazza S. Marco, Venezia, Italië, 1957 – 1958[13]
- Fondazione Querini Stampalia, Venetië, 1961–1963[14][15]
- Brion Tomb and Sanctuary, at San Vito d'Altivole, Italië, 1969 – 1978[16]
- Banca Popolare di Verona, Italië, 1973 - 1978[17]